# Camanche
La ville américaine de Camanche est située dans le comté de Clinton, dans l’État de l’Iowa. Lors du recensement de 2010, sa population s’élevait à 4 448 habitants.